# Sunaree Rachasima
Sunaree Rachasima (Nascida em Nakhon Ratchasima, Tailândia, de 6 de março 1968)  é uma cantora e atriz

## Discografia

### Álbuns
- "Sud Thai Thee Krung Thep" (สุดท้ายที่กรุงเทพ)
- "Eek Nid Si" (อีกนิดซิ)
- "Bao Bao Si" (เบาๆ ซิ)
- "Khong Fak Jak Ban Nok" (ของฝากจากบ้านอก)
- "Thang Sai Mai" (ทางสายใหม่)
- "Raiyan Jak Huajai" (รายงานจากหัวใจ)
- "Jep Toe" (จีบต่อ)
- "Tham Pen Kuean" (ทำเป็นเขิน)
- "Thee Kao Soay Dueam" (ที่เก่าซอยเดิม)
- "Fon Nao Sao Kruan" (ฝนหนาวสาวครวญ)
- "Lakorn Bot Cham" (ละครบทช้ำ)
- "Thee Pueng Thang Jai" (ที่พึ่งทางใจ)
- "Manee Ploi Roy Saeng" (มณีพลอยร้อยแสง)